# سطح كاتالان

سطح لكاتالان.

في الهندسة، سطح كاتالان سمي هكذا نسبة لعالم الرياضيات البلجيكي أوجين شارل كاتالان. و هو سطح مسطر جميع رواسمه موازية لمستوى معين.
المعادلة الوسيطية لسطح كاتالان هي كالتالي :
```

  

    

      

        
r

        
=

        
s

        
(

        
u

        
)

        
+

        
v

        
L

        
(

        
u

        
)

      

    

    
{\displaystyle r=s(u)+vL(u)}

  

```

حيث